# Môn phái
Một môn phái hay giáo phái là một nhóm nhỏ của một hệ thống niềm tin tôn giáo, chính trị hoặc triết học, thường là một nhánh của một nhóm lớn hơn. Mặc dù thuật ngữ ban đầu là một phân loại cho các nhóm tách biệt tôn giáo, nhưng giờ đây nó có thể đề cập đến bất kỳ tổ chức nào tách ra khỏi một tổ chức lớn hơn để tuân theo một bộ quy tắc và nguyên tắc khác biệt.
Trong bối cảnh Ấn Độ, môn phái đề cập đến một truyền thống có tổ chức.

## Định nghĩa và mô tả xã hội học
Có một số định nghĩa và mô tả xã hội học khác nhau cho thuật ngữ này. Trong số những người đầu tiên định nghĩa chúng là Max Weber và Ernst Troeltsch (1912). Trong thuật ngữ của giáo hội, họ được mô tả là các nhóm tôn giáo mới được thành lập để phản đối các yếu tố của tôn giáo cha mẹ của họ (nói chung là một giáo phái). Động lực của họ có xu hướng nằm trong các cáo buộc bội giáo hoặc dị giáo trong giáo phái cha mẹ; họ thường chê bai những xu hướng tự do trong phát triển giáo phái và ủng hộ việc trở lại tôn giáo thực sự. Các nhà xã hội học người Mỹ Rodney Stark và William Sims Bainbridge khẳng định rằng "các giáo phái tự xưng là phiên bản được chọn lọc, làm mới đích thực của đức tin mà họ đã tách ra". Họ khẳng định thêm rằng các giáo phái, trái ngược với các nhà thờ, có một mức độ căng thẳng cao với xã hội xung quanh. Các nhà xã hội học khác của tôn giáo như Fred Kniss đã khẳng định rằng giáo phái được mô tả tốt nhất khi liên quan đến những gì một giáo phái đang căng thẳng với. Một số nhóm tôn giáo tồn tại trong căng thẳng chỉ với các nhóm đồng tôn giáo thuộc các dân tộc khác nhau, hoặc tồn tại căng thẳng với toàn xã hội chứ không phải là giáo hội mà giáo phái này bắt nguồn.
Giáo phái đôi khi được định nghĩa trong xã hội học tôn giáo như một thế giới quan nhấn mạnh tính hợp pháp duy nhất của tín ngưỡng và thực hành của tín đồ và làm tăng căng thẳng với xã hội lớn hơn bằng cách tham gia vào các thực hành mang tính duy trì ranh giới.
Nhà xã hội học người Anh Roy Wallis  lập luận rằng một giáo phái được đặc trưng bởi "chủ nghĩa độc đoán nhận thức luận ": giáo phái sở hữu một số địa phương có thẩm quyền để quy kết hợp pháp cho dị giáo. Theo Wallis, "các giáo phái đưa ra yêu sách để có quyền truy cập duy nhất và đặc quyền vào sự thật hoặc sự cứu rỗi" và "các tín đồ đã cam kết của họ thường coi tất cả những người bên ngoài giới hạn của giáo phái đều là "có lỗi". Ông đối chiếu điều này với một cuồng giáo mà ông mô tả là đặc trưng của "chủ nghĩa cá nhân nhận thức luận", theo đó ông có nghĩa là "giáo phái không có địa điểm rõ ràng về thẩm quyền cuối cùng bên ngoài cá nhân thành viên." 